# Reza Bazargan
Reza Bazargan, pers. رضا بازرگان (ur. w 1931 w Teheranie) – irański narciarz alpejski.
Bazargan startował na Zimowych Igrzyskach Olimpijskich 1956, które rozgrywane były w Cortinie d’Ampezzo. Zajął 75. miejsce w slalomie gigancie, nie został sklasyfikowany w slalomie i zjeździe.